# Чалий Валерій Олександрович
Валерій Олександрович Чалий (нар. 13 березня 1958, Севастополь, УРСР) — радянський футболіст, виступав на позиції захисника та півзахисника, згодом — український тренер.

## Кар'єра гравця
Народився в Севастополі. Вихованець місцевої «Атлантики», за дорослу команду якої виступав з 1976 року. у 1978 році перейшов до кіровського «Динамо». З 1979 по 1980 рік проходив військову службу в одеському СКА (Од). З 1981 по 1989 рік захищав кольори севастопольської «Атлантики» (з перервою у 1983 році, коли Валерій грав за «Таврію»). Футбольну кар'єрузаверши у 1989 році.

## Кар'єра тренера
Тренерську кар'єру розпочинав у клубі Суперліги чемпіонату України з пляжного футболу «ПФС» (Севастополь), також працював з однойменною командою з футзалу. З 2011 по 2012 рік — тренер команди «Іскра-Сталь» (Рибниця, Молдова). Потім тренував ФК «Севастополь-2». Володар Кубка Молдови 2011 року, учасник Ліги Європи, володар кубка Президента Татарстану 2014 року.
З 17 липня 2014 року до лютого 2015 року та з 10 вересня 2015 року — головний тренер ФК «Рубін» Казань (відправлений у відставку у вересні 2015 року Рінат Білялетдінов до лютого був заявлений як старший тренер, будучи де-факто головним тренером — в зв'язку з відсутністю ліцензії категорії «PRO»). Після окупації Криму отримав російське громадянство, пішов на співпрацю з місцевими колаборантами.
У вересні 2016 року призначений начальником управління у справах молоді та спорту Севастополя. 30 березня 2017 звільнений з займаної посади. 13 листопада 2017 року рішенням «Уряду Севастополя» призначений «Генеральним Директором» фейкового клубу ФК «Севастополь», який виступає у т. зв. «Прем'єр-лізі КФС».

## Статистика тренера
| Команда | Початок роботи | Завершення роботи | Іг | В  | Н  | П  | ЗМ | ПМ | ±   | % В   |
| ------- | -------------- | ----------------- | -- | -- | -- | -- | -- | -- | --- | ----- |
| «Рубін» | 17.07.14       | 14.02.15          | 19 | 9  | 6  | 4  | 27 | 18 | +9  | 47.36 |
| «Рубін» | 10.09.15       | 21.05.16          | 30 | 9  | 9  | 12 | 36 | 35 | +1  | 30,00 |
| ЗАГАЛОМ |                |                   | 49 | 18 | 15 | 16 | 63 | 53 | +10 | 36,73 |